# 더블린 동물원

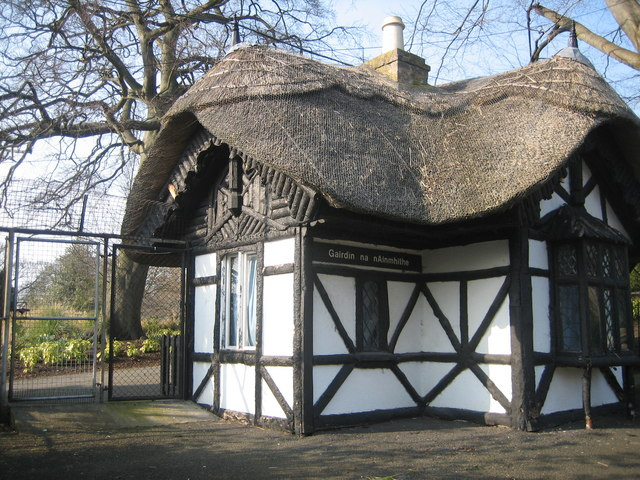

더블린 동물원(아일랜드어: Zú Bhaile Átha Cliath, 영어: Dublin Zoo)은 아일랜드 더블린 피닉스 파크 내에 있는 동물원이다.